# Tuskaroria
Tuskaroria là một chi ốc biển, là động vật thân mềm chân bụng sống ở biển trong họ Conidae.

## Các loài
Các loài thuộc chi Tuskaroria bao gồm:
- Tuskaroria ultraabyssalis Sysoev, 1988[2]